# Ronny Yu
Ronny Yu (chinesisch 于仁泰, Pinyin Yú Réntài, Jyutping Jyu4 Jan4taai3, kantonesisch Yu Yan-Tai, * 1950 in Hongkong) ist ein chinesischer Filmregisseur, Filmproduzent und Drehbuchautor.
Seit Mitte der 1990er Jahre ist er in Hollywood tätig, zuvor inszenierte er fünfzehn Hongkong-Filme. Er studierte an der Ohio University zunächst im Fachbereich für Business Management. Während des Studiums wechselte er zur University of California, um im Fachbereich für Film zu studieren. Nach seinem Studium entschied er sich, als Filmemacher tätig zu werden.
In Hongkong drehte er mit Stars wie zum Beispiel Leslie Cheung, Chow Yun-Fat, Waise Lee, Ricky Hui, Kent Cheng, Jet Li und Brandon Lee.
In Amerika mit Horrorikonen wie Robert Englund, Brad Dourif und Kane Hodder, oder Kultschauspieler wie Samuel L. Jackson, Robert Carlyle und John Ritter.    
Yu brachte mit Chucky und seine Braut sowie Freddy vs. Jason drei der großen Horrorfilm-Ikonen zurück auf die Leinwand.  
Mit Fearless aus dem Jahre 2006 kehrte Yu nach Hongkong zurück.

## Filmografie (Auswahl)
Regie
- 1982: The Postman strikes back (Xun cheng ma, 巡城馬)
- 1983: The Trail (Jui gwai chat hung, 追鬼七雄)
- 1986: Legacy of Rage (Born Hero 1, 龍在江湖)
- 1989: China White (Gwang Tin Lung Fu Weoi)
- 1993: Jiang-Hu – Magie des Schwertes (The Bride with white Hair, 白髮魔女傳)
- 1995: The Phantom Lover (Ye ban ge sheng, 夜半歌聲)
- 1997: Die Krieger des Tao-Universums (Warriors of Virtue)
- 1998: Chucky und seine Braut (Bride of Chucky)
- 1999: Chasing Dragon
- 2001: The 51st State
- 2003: Freddy vs. Jason
- 2006: Fearless (Huo Yuan Jia, 霍元甲)
- 2013:	Die Söhne des Generals Yang (Saving General Yang, 忠烈楊家將)
- 2020: Rise of The Great Warriors (Jin gu yingxiong zhan yixing, 今古英雄战异形)[2]

Produzent
- 1988: Ente gut, alles gut (Gai tung ngap gong, 雞同鴨講)
- 1993: Jiang-Hu – Magie des Schwertes (The Bride with white Hair, 白髮魔女傳)
- 1997: Die Krieger des Tao-Universiums (Warriors of Virtue)
- 2006: Fearless (Huo Yuan Jia, 霍元甲)
- 2009: Blood – The Last Vampire
- 2013:	Die Söhne des Generals Yang (Saving General Yang, 忠烈楊家將)